# George Henry Boughton

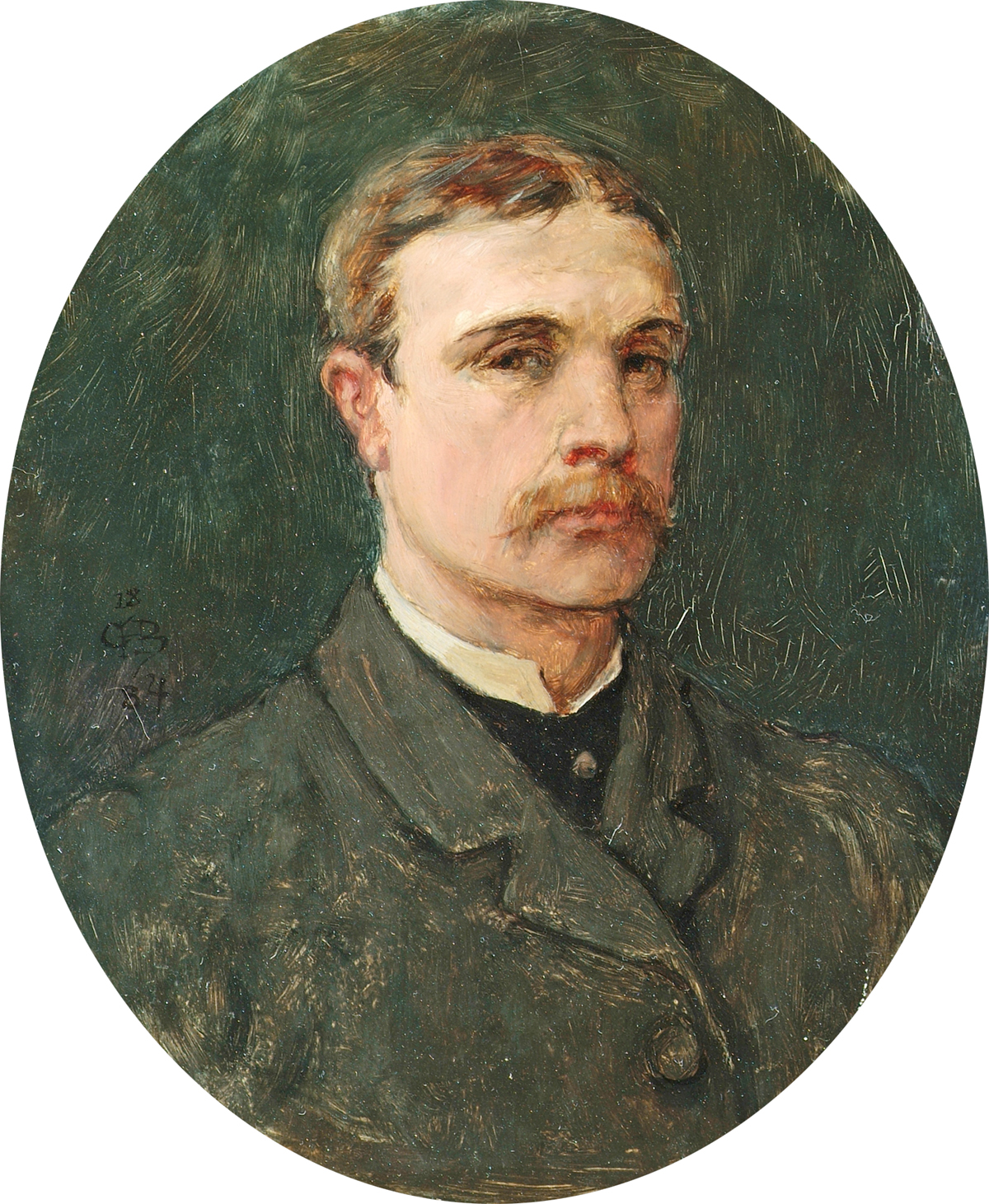
George Henry Boughton, Selbstporträt, 1884

George Henry Boughton (* 4. Dezember 1833 bei Norwich; † 19. Januar 1905 in London) war ein englisch-US-amerikanischer Landschafts- und Genremaler sowie Illustrator.

## Leben
George Henry Boughton zog schon in früher Kindheit mit seinen Eltern in die Vereinigten Staaten nach Albany (New York). Er wurde für den Kaufmannsstand bestimmt, zeigte aber viel größere Lust zur Malerei, bildete sich in dieser Kunst autodidaktisch und versuchte sich 1853 mit dem Bild The Wayfarer (Der Wandersmann), das der New Yorker Kunstverein kaufte. Dadurch ermutigt, richtete er sich in Albany ein Atelier ein. Nachdem er 1856 auch in England landschaftliche Studien gemacht hatte, stellte er 1858 in der Academy of Design in New York Winter Twilight (Eine Dämmerung im Winter) aus, welches Gemälde so große Aufmerksamkeit erregte, dass er bewogen wurde, dorthin überzusiedeln. Zwei Jahre später ging er auch zu Studienzwecken nach Paris und nahm dort zuerst bei Edward Harrison May, dann bei Pierre Édouard Frère Unterricht in Kunst.

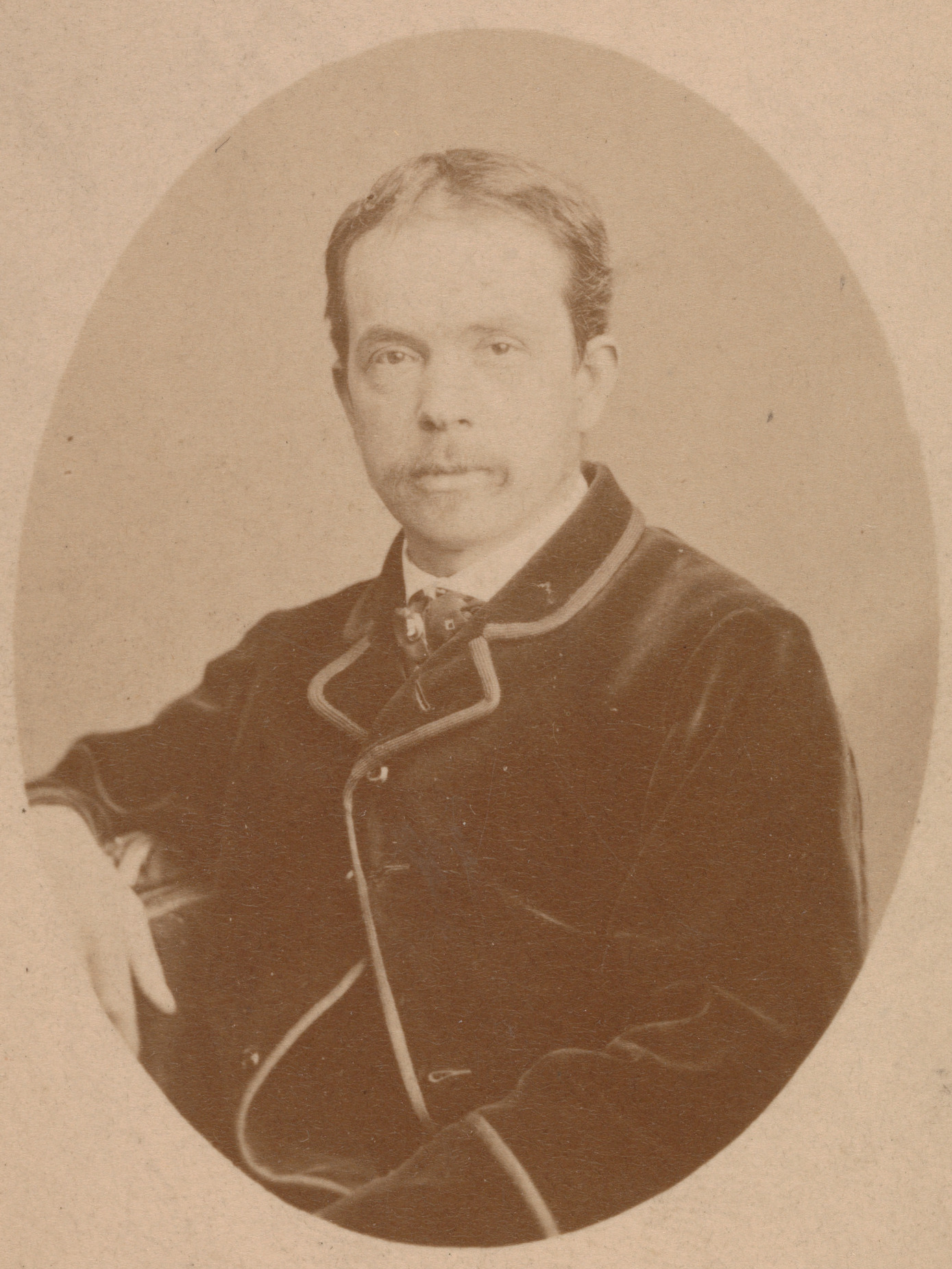
1860–1870

Auf der Rückreise (1862) blieb Boughton zunächst einige Monate in London und stellte hier das symbolische Bild Passing into the shade (oder Der Lebensabend) aus. Es fand solchen Beifall, dass er dauerhaft in Campden Hill bei London seinen Wohnsitz nahm. In London stellte er seit 1863 eine Reihe von Genrebildern mit landschaftlichem Hintergrund aus, die durch Einfachheit der Zeichnung, Vielseitigkeit der Gedanken, Tiefe der Empfindung und ein weiches, anmutiges Kolorit fesseln. Am 9. Februar 1865 heiratete er Katherine Louisa, geb. Cullen (* 1845; † nach 1901), mit der er eine Adoptivtochter, Florence, hatte. 1879 wurde er Associate und 1896 ordentliches Mitglied der Royal Academy of Arts. Am 19. Januar 1905 starb er im Alter von 71 Jahren in Campden Hill an einer Herzerkrankung.
Als bedeutende Gemälde Boughtons seien genannt: Through the Fields (Durch die Felder, 1863), Hop-pickers returning (Die Heimkehr der Hopfensammler, 1863), A Breton Haymaker (Die Heuernte in der Bretagne, 1866), Wayside Devotion (Die Andacht am Weg, 1866), Early Puritans of New England Going to the Church (Die Puritaner in Neuengland auf dem Weg zum Gottesdienst, 1867), Breton Pastoral (Eine Hirtenszene aus der Bretagne, 1868), Snow in Spring (Schnee im Frühling, 1877), Die Lastträger (1878) und The Waning of the Honeymoon (Das Ende der Flitterwochen, 1878).